# マンリー級高速輸送艦
| マンリー級高速輸送艦 | マンリー級高速輸送艦               | マンリー級高速輸送艦               |
| -------------------- | ---------------------------------- | ---------------------------------- |
| クロスビー（APD-17） |                                    |                                    |
| 艦級概観             |                                    |                                    |
| 艦種                 | 高速輸送艦                         | 高速輸送艦                         |
| 艦名                 | 海軍功労者                         | 海軍功労者                         |
| 建造期間             | 1917年-1920年                      | 1917年-1920年                      |
| 改造期間             | 1940年-1944年                      | 1940年-1944年                      |
| 就役期間             | 1940年-1946年                      | 1940年-1946年                      |
| 前級                 | -                                  | -                                  |
| 次級                 | チャールズ・ローレンス級高速輸送艦 | チャールズ・ローレンス級高速輸送艦 |
| 隻数                 | 32                                 | 32                                 |
| 喪失                 | 8（戦没7、事故1）                  | 8（戦没7、事故1）                  |
| 性能諸元             |                                    |                                    |
| 排水量               | 基準：1,090 t                      | 基準：1,090 t                      |
| 全長                 | 95.8 m                             | 95.8 m                             |
| 全幅                 | 9.3 m                              | 9.3 m                              |
| 吃水                 | 2.6 m                              | 2.6 m                              |
| 機関                 | ボイラー                           | 2缶                                |
| 機関                 | 蒸気タービン（6,750 shp）          | 2基                                |
| 機関                 | スクリュープロペラ                 | 2軸                                |
| 速力                 | 25 ノット                          | 25 ノット                          |
| 乗員                 | 個艦乗員: 106名                    | 個艦乗員: 106名                    |
| 乗員                 | 揚陸部隊: 147名                    |                                    |
| 兵装                 | 50口径3インチ単装砲                | 3基                                |
| 兵装                 | 40mm単装機銃                       | 2基                                |
| 兵装                 | 20mm単装機銃                       | 5基                                |
| 兵装                 | 爆雷投射機                         | 4基                                |
| 兵装                 | 爆雷投下軌条                       | 1条                                |

マンリー級高速輸送艦（マンリーきゅうこうそくゆそうかん、Manley-class high speed transports）は、第二次世界大戦当時のアメリカ海軍の高速輸送艦の最初の艦級である。

## 概要
アメリカ海兵隊は、1920年代より島嶼部での戦闘に関する研究に着手し、そのなかで、小部隊での襲撃においては、小型・高速の輸送艦が特異な有用性を備えると考えるようになった。アメリカ海軍も、海兵隊の動きに呼応して1930年代より揚陸艦の整備に着手しており、高速輸送艦についても整備が検討されるようになった。当時、第一次世界大戦当時に量産された平甲板・4本煙突の駆逐艦が多数残存していたことから、まずこれをベースとした改造案が採択された。これにより整備されたのが本級であり、改造計画は1938年より着手された。
なお、当初は雑役特務艦（AG）に類別されていたが、1940年10月に高速輸送艦（APD）という艦種が新設されると、こちらに類別変更された。
改造の中心は前部の缶室を撤去して兵員居住区・機材倉庫をもうけることと、魚雷発射管を撤去して小型揚陸艇4隻およびこれを揚降するための重力式ダビットを装備することであり、上部構造物内に調理室も新設された。短期の輸送を前提に、居住設備は比較的簡素なもので、ベッド数は140-148床であった。主砲は、基本的には50口径4インチ砲4門から、より対空能力に優れた50口径3インチ砲3門に換装されることとされたが、一部の艦では4インチ砲3門を残すかたちとされた。ボイラーの減少により煙突が2本となり、速力も35ノットから25ノットに低下したが、それでも輸送艦としては高速だった。
同時期に日本においても、大正時代に建造された旧式の駆逐艦から武装や機関の一部を撤去した哨戒艇という艦種が登場した。これらは上陸用舟艇(大発)をスロープ状に改造した艦尾から発進させるより本格的なものであったが、極少数であったため戦局に重大な影響を与えるまでには至らなかった。
改造艦は日米開戦前の1940年から竣工しはじめており、開戦とともに、追加されて最終的には32隻が改造された。対象となったのはコールドウェル級駆逐艦1隻、ウィックス級駆逐艦17隻、クレムソン級駆逐艦14隻の合計32隻で、喪失艦も戦没7、事故喪失1を数えた。特に、大戦末期にはレーダーピケット艦として運用され、特別攻撃機の目標となることも多く、4隻が特攻により戦没し、他にも多数の艦が損傷している。
第二次世界大戦を生き延びた艦も、1946年までにすべて除籍された。

## 同型艦一覧
各行末尾は「竣工年-類別変更年-最終年」、（）内は最終状態（類別変更、売却先等）
- コールドウェル級駆逐艦改造（1隻）
  - マンリー Manley （APD-1） - 1917年-1940年-1945年（除籍）
- ウィックス級駆逐艦改造（17隻）
  - コルホーン Colhoun （APD-2） - 1918年-1940年-1942年（戦没）
  - グレゴリー Gregory （APD-3） - 1918年-1940年-1942年（戦没）
  - リトル Little （APD-4） - 1918年-1940年-1942年（戦没）
  - マッキーン McKean （APD-5） - 1919年-1940年-1943年（戦没）
  - ストリンガム Stringham （APD-6） - 1918年-1940年-1945年（除籍）
  - タルボット Talbot （APD-7） - 1918年-1942年-1945年（除籍）
  - ウォーターズ Waters （APD-8） - 1918年-1942年-1945年（除籍）
  - デント Dent （APD-9） - 1918年-1942年-1946年（除籍）
  - シュレイ Schley （APD-14） - 1918年-1943年-1945年（除籍）
  - キルティ Kilty （APD-15） - 1918年-1943年-1945年（除籍）
  - ウォード Ward （APD-16） - 1918年-1943年-1944年（戦没）
  - クロスビー Crosby （APD-17） - 1919年-1943年-1945年（除籍）
  - タトノール Tattnall （APD-19） - 1919年-1943年-1946年（除籍）
  - ローパー Roper （APD-20） - 1919年-1943年-1945年（除籍）
  - ディカーソン Dickerson （APD-21） - 1919年-1943年-1945年（戦没）
  - ハーバート Herbert （APD-22） - 1919年-1943年-1945年（除籍）
  - ラスバーン Rathburne （APD-25） - 1918年-1944年-1945年（除籍）
- クレムソン級駆逐艦改造（14隻+改造キャンセル3隻）
  - ブルックス Brooks （APD-10） - 1920年-1942年-1946年（除籍）
  - ギルマー Gilmer （APD-11） - 1920年-1942年-1946年（除籍）
  - ハンフリーズ Humphreys （APD-12） - 1920年-1942年-1946年（除籍）
  - サンズ Sands （APD-13） - 1920年-1942年-1945年（除籍）
  - ケイン Kane （APD-18） - 1920年-1943年-1946年（除籍）
  - オヴァートン Overton （APD-23） - 1920年-1943年-1945年（除籍）
  - ノア Noa （APD-24） - 1921年-1943年-1944年（事故喪失）
  - マクファーランド McFarland （APD-26） - 改造キャンセル
  - ウィリアムソン Williamson （APD-27） - 改造キャンセル
  - ハルバート Hulbert （APD-28） - 改造キャンセル
  - バリー Barry （APD-29） - 1920年-1944年-1945年（戦没）
  - クレムソン Clemson （APD-31） - 1919年-1944年-1945年（除籍）
  - ゴールズボロ Goldsborough （APD-32） - 1920年-1944年-1945年（除籍）
  - ジョージ・E・バジャー George E. Badger （APD-33） - 1920年-1944年-1945年（除籍）
  - ベルナップ Belknap （APD-34） - 1919年-1944年-1945年（除籍）
  - オズモンド・イングラム Osmond Ingram （APD-35） - 1919年-1944年-1945年（除籍）
  - グリーン Greene （APD-36） - 1919年-1944年-1945年（除籍）
- APD-30 - 欠番